# Carlo Zannetti
Carlo Zannetti (Ferrara, 10 marzo 1960) è un chitarrista, cantautore e scrittore italiano.

## Biografia
Carlo Zannetti ha iniziato a suonare nel 1982. Nel 1995 ha pubblicato il suo primo album Carlo Zannetti, distribuito in diffusione nazionale dalla Venus Distribuzioni di Milano. Nel 1997 ha pubblicato il suo secondo album Ulisse del 2000, pubblicato anch'esso in tutta Italia sempre dalla Venus Distribuzioni di Milano.
Appassionato studioso di musica internazionale, soprattutto quella legata agli anni '60 e '70, è stato spesso ospite fisso di alcuni programmi televisivi trasmessi dalle emittenti Lombardia TV, CafèTV24, Canale Italia, conduttore di una serie di programmi radiofonici con cadenza settimanale in onda su Radio Genius dedicati alla storia dei The Beatles, ha inoltre pubblicato sui giornali di cui sotto una quarantina di racconti biografici in omaggio ad alcuni degli artisti più importanti di quel periodo.
È stato finalista del Festival International Carbunari organizzato dal Muzeul Florean in Romania nel 2008 con la canzone Tic-tac d'autore da lui composta. Nel corso della sua carriera, ha partecipato con brani propri, anche ad altri Festival di carattere internazionale.
Nel 2010 è entrato a far parte della presidenza nazionale dell'associazione nazionale degli artisti (AssoArtisti) organismo della Confesercenti, per poi ricoprire, per anni, il ruolo di vice-direttore nazionale e coordinatore di AssoArtisti per la Regione del Veneto.
Nel 2011 ha accompagnato con la sua chitarra il duo Jalisse nel tour italiano,
avviando così un importante sodalizio artistico durato anni con Fabio Ricci e Alessandra Drusian. Sempre nello stesso anno ha collaborato con Eugenio Finardi, Andrea Mirò, Enrico Ruggeri e Chiara Canzian nella rassegna di spettacoli, tenutasi a Monselice dal 9 settembre al 18 settembre, per il 50º anniversario di Amnesty International (Human Rights International Tour).
Sempre nel 2011 è stato premiato dalla cantante Elisa con una sua menzione speciale per la composizione della musica per pianoforte del brano Storia di un incompreso, riconoscimento consegnato nel corso della finale del concorso Civil Life Music Contest indetto dalla Regione del Veneto.
Nel 2012 ha collaborato con Enrico Ruggeri in veste di scrittore, nell'organizzazione delle presentazioni del suo libro Che giorno sarà.
È stato responsabile interregionale del Cantagiro 2013 di Ezio Radaelli collaborando con Jimmy Fontana e Dario Salvatori.
Nel 2014 ha collaborato con i Sonohra, affiancandoli anche sul palco, nel concerto pro Lega Nazionale Fibrosi Cistica Veneto tenutosi presso il Teatro San Marco di Vicenza.
Nell'aprile del 2015, pubblicato dalla casa editrice Anordest, è uscito il suo primo libro  Il paradiso di Levon.
Nel corso del 2016 ha pubblicato in digitale l'EP di canzoni Vincimi, ha firmato il suo secondo libro La giravolta di Loris edito da Giovanelli Edizioni ed inoltre ha iniziato a collaborare come articolista con il quotidiano Il Gazzettino e con il giornale Il Popolo Veneto in versione online.
Nel giugno 2017 insieme a Marco Ferradini, agli Statuto e a Francesco Venuto ha partecipato al progetto musicale Il Cipresso Infinito. Bambini e big della musica italiana uniti per la pace, con il patrocinio del Comune di Montegrotto Terme.
Sempre nello stesso anno, ha consegnato alle stampe il suo terzo libro Il tormento del talento, a cui ha fatto seguito la parte seconda, pubblicata l'anno successivo.
Anticipato dal singolo Susy per sempre, nel 2019 è uscito l’album Vola il mio cuore.
In seguito è stato il chitarrista e l'arrangiatore del brano All In Better Times, nonché l'autore di Tournée, di Rubi il mio cuore, di  Indiano e di  Mondo dove sei , gli ultimi singoli di Bobby Solo pubblicati nel corso degli anni 2022-2023 dall'etichetta discografica Videoradio.
Insieme a George Aaron (interprete principale e co-compositore), ha scritto la canzone  Un amore nel cuore pubblicata nell'aprile 2024 da Videoradio.
Nel contempo, Carlo Zannetti ha collaborato con Anita Campagnolo nella registrazione della versione remix di Anna, nuovo singolo della cantante italiana..
Ha scritto il racconto da cui è stato tratto il cortometraggio intitolato  La Paura di Vincere componendo anche la colonna sonora originale.
Il 15 novembre 2024 con l'etichetta discografica Videoradio è uscito il suo terzo album Stella is waiting for me on the rainbow bridge.

## Discografia

### Album
- 1995 - Carlo Zannetti
- 1997 - L'Ulisse del 2000
- 2024 - Stella is waiting for me on the rainbow bridge

### EP
- 2016 - Vincimi
- 2019 - Vola il mio cuore

### Singoli
- 2016 - L'Ulisse del 2000
- 2016 - Tic-tac d'autore
- 2016 - Ma tu lo sai
- 2016 - Oppure no
- 2016 - L'importante
- 2016 - Anna
- 2017 - Tutto quello che non c'è
- 2017 - Notti meravigliose
- 2018 - Susy per sempre

## Libri
- Il paradiso di Levon, Edizioni Anordest, Villorba, 2015. ISBN 978-88-98651-81-8
- La giravolta di Loris, Giovanelli Edizioni, Camugnano, 2016. ISBN 978-88-99705-60-2
- Il tormento del talento, Asino Rosso Edizioni, Ferrara, 2017. ISBN 978-88-26095-89-9
- Il tormento del talento II, Sovera Edizioni, Roma, 2018. ISBN 978-88-66524-43-4